# Maison Van Dyck
La Maison Van Dyck a été construite à Bruxelles en 1900 par l'architecte Gustave Strauven en style art nouveau. Elle est classée au registre du patrimoine protégé depuis le 8 août 1988. 

## Situation
La Maison Van Dyck se situe dans le quartier des Squares sur le Boulevard Clovis aux nos 85-87, à deux pas de la chaussée de Louvain et à 500 m de la réalisation la plus connue de Gustave Strauven : la Maison Saint-Cyr, qui fut construite entre 1901 et 1903.

## Description
La façade de cette maison est divisée en deux travées aux proportions inégales et totalement différentes.
La travée de gauche, plus large, plus élevée et convexe tranche avec la partie droite composée d'ouvertures rectangulaires sous forme de loggias. Un jeu de briques bicolores consolide néanmoins l'unité de cette construction originale.

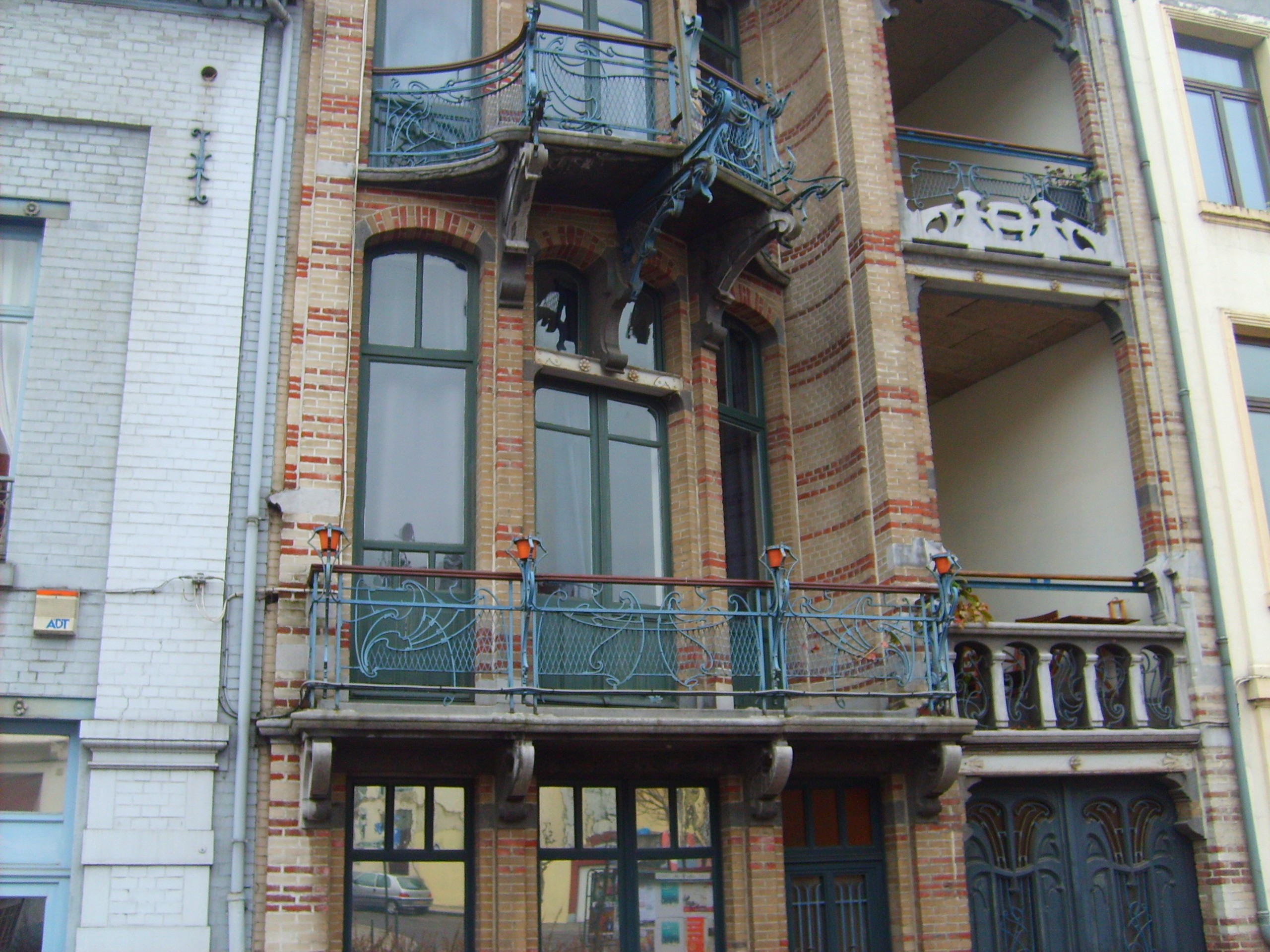
Maison Van Dyck.

### Travée de gauche
La partie supérieure est constituée d'un étonnant pignon faisant penser à la proue de navire.
Les trois étages sont convexes et formés chacun de trois baies vitrées elles-mêmes divisées d'une façon différente à chaque niveau. Des briques bicolores sur champs coiffent les fenêtres des premier et troisième étages tandis que celles du deuxième sont surmontées de simples poutres en acier. Des garde-corps en fer forgé et au dessin varié en coup de fouet ornent chaque petite terrasse. Des consoles aux formes exubérantes soutiennent les balcons.

### Travée de droite
La loggia du deuxième étage est précédée d'un garde-corps où la ferronnerie est complétée par une pierre bleue sculptée aux formes japonisantes tandis que celui du premier étage comporte des piliers en pierre devançant le fer forgé. La porte cochère est décorée d'un fer forgé omniprésent faisant la part belle aux courbes en coup de fouet.